# Beyond超越Beyond演唱會
Beyond超越Beyond演唱會是由香港著名樂隊Beyond於2003年在香港體育館的大型個人演唱會。這場唱會為Beyond重組的第一場演唱會，當時為非典型肺炎的時期，但仍然場場爆滿，並令Beyond再加三場額外的場次。這亦為Beyond解散前的最後一個演唱會。

## 演出製作
《Beyond超越Beyond演唱會》首站於香港舉辦，於2003年4月29日至5月4日舉辦五場，但因反應熱烈，Beyond加了三場額外的演唱會，並在2003年6月21日至23日唱最終三場。

## 巡迴場次
| 場次 | 日期           | 國家／地區 | 城市     | 場館             | 備註 |
| ---- | -------------- | ---------- | -------- | ---------------- | ---- |
| 1    | 2003年4月30日  | 香港       | 香港     | 紅磡體育館       |      |
| 2    | 2003年5月1日   | 香港       | 香港     | 紅磡體育館       |      |
| 3    | 2003年5月2日   | 香港       | 香港     | 紅磡體育館       |      |
| 4    | 2003年5月3日   | 香港       | 香港     | 紅磡體育館       |      |
| 5    | 2003年5月4日   | 香港       | 香港     | 紅磡體育館       |      |
| 6    | 2003年6月21日  | 香港       | 香港     | 紅磡體育館       | 加場 |
| 7    | 2003年6月22日  | 香港       | 香港     | 紅磡體育館       | 加場 |
| 8    | 2003年6月23日  | 香港       | 香港     | 紅磡體育館       | 加場 |
| 9    | 2003年8月23日  | 中国大陆   | 北京     | 北京工人體育場   |      |
| 10   | 2003年10月11日 | 马来西亚   | 吉隆坡   | 默迪卡體育場     |      |
| 11   | 2003年11月15日 | 中国大陆   | 廣州市   | 廣州天河體育中心 |      |
| 12   | 2003年11月21日 | 中国大陆   | 上海     | 上海體育場       |      |
| 13   | 2003年11月27日 | 美国       | 大西洋城 |                  |      |
| 14   | 2003年12月4日  | 加拿大     | 多倫多   | 鑰匙銀行中心     |      |
| 15   | 2003年12月8日  | 加拿大     | 溫哥華   | 伊莉莎白女王劇院 |      |
| 16   | 2003年12月20日 | 中国大陆   | 深圳     | 深圳體育場       |      |

## 演唱歌曲（香港）
- 海闊天空
- 高溫派對
- 俾面派對
- 亞拉伯跳舞女郎
- 早班火車
- 無聲的告別
- 無盡空虛
- 冷雨夜
- 情人
- 舊日的足跡
- 大地
- 長城
- 昔日舞曲
- 灰色軌跡
- 無悔這一生
- 預備/時日無多
- 缺口/午夜迷墻
- 打不死
- Drums Solo
- 我是憤怒
- 不再猶豫
- 全是愛
- 抗戰二十年
- 活著便精彩
- 歲月無聲
- 光輝歲月
- 總有愛
- 命運是你家
- 喜歡你
- AMANI
- 永遠等待
- 再見理想

## 演唱歌曲（香港6月）
- 海闊天空
- 高溫派對
- 俾面派對
- 亞拉伯跳舞女郎
- 早班火車
- 無聲的告別
- 麻醉
- 冷雨夜
- 情人
- 舊日的足跡
- 大地
- 長城
- 昔日舞曲
- 灰色軌跡
- 無悔這一生
- 打不死
- 聲音
- Drums Solo
- 教壞細路
- 午夜迷墻
- 我是憤怒
- 不再猶豫
- 祝您愉快
- 抗戰二十年
- 活著便精彩
- 歲月無聲
- 光輝歲月
- 總有愛
- 真的愛你
- 命運是你家
- 喜歡你
- 完全的擁有
- AMANI
- 永遠等待
- 再見理想